# Puppen unterm Dach
Puppen unterm Dach (Originaltitel: Toys in the Attic) ist ein US-amerikanisches Filmdrama aus dem Jahr 1963 nach dem gleichnamigen Theaterstück von Lillian Hellman.

## Handlung
Julian Berniers, ein etwas infantiler Mann, zieht mit seiner jungen Frau Lily in das heimatliche New Orleans zurück. Seine Schwestern Carrie und Anne begrüßen das Paar. Julian gesteht den beiden, dass er seine Schuhfabrik in Chicago nicht mehr habe, aber trotzdem reich sei. Das beweist er durch teure Geschenke. Carrie, heimlich in ihren Bruder verliebt, glaubt Julian. Doch Anne ist skeptisch, besonders da Julian verweigert, die Herkunft seines Reichtums zu erklären. Ein weiteres Problem für Julian ist nun auch Lily, die ihn beschuldigt, sich für eine andere Frau zu interessieren.
Lilys Mutter Albertine und ihr Anwalt Henry kommen zu Besuch. Carrie belauscht eine Unterhaltung, bei der es um einen Landkauf von Julian durch Vermittlung von dessen Ex-Freundin Charlotte Warkins geht. Bei dem Kauf haben die beiden Charlottes Mann ein bevorstehendes Geschäft verteuert. Carrie, auf Lily eifersüchtig, bringt diese dazu, Mr. Warkins anzurufen und so den Winkelzug ungewollt aufzudecken. Julian und Charlotte werden von einigen Gaunern in Warkins Auftrag abgefangen, verprügelt, schwer verletzt und ausgeraubt.
Als Julian nach der Offenbarung seiner Frau über den ungewollten Verrat diese verstößt und erschöpft bzw. zerschunden nach Hause kommt, bemerkt er Carries überschäumende Freude über seine erneute Abhängigkeit. Er erkennt, dass Carrie und nicht Lily ihn hintergangen hat. Er verlässt endgültig die Schwestern und will zu Lily. Anne erkennt, dass sie nicht mehr mit ihrer Schwester leben kann und verlässt ebenfalls das Haus. Carrie bricht allein zusammen.

## Hintergrund
Das Bühnenstück, auf dem der Film basiert, hatte seine Broadway-Premiere am 25. Februar 1960 im Hudson Theatre. Es folgten 456 Vorstellungen und eine Nominierung für den Tony Award.
Der Film wurde im US-Bundesstaat Louisiana gedreht und hatte am 31. Juli 1963 Premiere. In Deutschland wurde er erstmals am 25. Oktober desselben Jahres im Kino gezeigt.

## Kritiken
Das Lexikon des internationalen Films nannte Puppen unterm Dach eine „kammerspielhafte Verfilmung eines Bühnenstücks von Lillian Hellman“. Die Filmzeitschrift Cinema sah in dem Film ein „intensives Kammerspiel“.
Bosley Crowther von der New York Times schrieb, George Roy Hill habe zu verantworten, aus dem Theaterstück ein Wrack gemacht zu haben. Mit dem Augenmerk auf Melodramatik anstatt der Charakterzeichnung habe es der Regisseur zugelassen, dass das schwülstige Drama und die eifrigen Darsteller außer Kontrolle geraten und sich in verwirrender Konfusion in theatralischen Ausbrüchen ergehen.
Variety befand, die emotionale Wildheit befriedige die Leute, die grobe Melodramatik bevorzugen. Der Film sei großzügig vollgepackt mit solch kranker Fracht wie Inzucht, Ehebruch, Geistesschwäche, Lust und einigen anderen Volksbelustigungen.

## Auszeichnungen
1964 war Bill Thomas in der Kategorie Bestes Kostümdesign/Schwarzweiß für den Oscar nominiert.
Für den Golden Globe waren Geraldine Page in der Kategorie Beste Hauptdarstellerin (Drama) und Wendy Hiller in der Kategorie Beste Nebendarstellerin nominiert.